# مجزرة مخيم المغازي 2023
مجزرة مخيم المغازي 2023 أو مجزرة المغازي (5 نوفمبر 2023) هي مجزرةٌ ارتكبها سلاح الجوّ الإسرائيلي حينما أغارَ على كافة أرجاء مخيم المغازي، ويقع المخيم في وسط قطاع غزة إلى الجنوب من مخيم البريج. وخلال ساعات الظهر الأولى ليوم الأحد الموافق 5 نوفمبر 2023 قام سلاح الجو بشن سلسلة غارات مكثفة على مخيم المغازي، واستهدفت هذه الغارات منازل سكنية من بينها منزل عائلة سمعان ومنزل عائلة العالول وعدة منازل أخرى. هذه المجزرة من ضمن عدة مجازر وقعت خلال عملية طوفان الأقصى. تسبّبت هذه المجزرة الإسرائيليّة والتي استهدفت منازل تضم عدد من المدنيين إلى استشهاد أكثر من 45 شهيداً.

## خلفية الحدث
في ساعاتِ الصباح الأولى من يوم السابع من أكتوبر 2023 أطلقت حركة المقاومة الإسلامية حماس عبر ذراعها العسكري كتائب الشهيد عز الدين القسام عملية طوفان الأقصى وذلك ردًا على الاعتداءات الإسرائيلية وتدنيس الأقصى والاستمرار في الاستيطان، كما أكّد على ذلك محمد الضيف القائد العام للقسّام والذي أعطى إشارة انطلاق العمليّة التي شهدت اقتحامًا من المقاومين لمستوطنات غلاف غزة ونجحوا في قتلِ عدد كبيرٍ من الجنود الإسرائيلين، وأسر عشرات آخرين كما استطاعوا خلال ساعات قطع عشرات الكيلومترات ووصلوا لمستوطنات أبعد من تلك المحيطة والقريبة من قطاع غزة.
استمرَّت الاشتباكات بين الجيش الإسرائيلي وبين المقاومين في عديد من المستوطنات وعلى رأسها مستوطنة سديروت. الرد الإسرائيلي على هذه العمليّة جاء من خلال شنّ سلاح الجو الإسرائيلي عشرات الغارات العشوائيّة على القطاع متسبّبة في مقتل عشرات المدنيين وتدمير البنية التحتية لمدن القطاع، ليصل حد فرض إغلاق شامل وقطع متعمد لكل الخدمات من ماء وكهرباء وغاز، وهو ما هدَّد حياة أكثر من مليونَي فلسطيني يعيشُ داخل القطاع الذي يُعاني أصلًا من تبعات الحصار الخانق عليهم منذ ستة عشر عاماً.

## المجزرة
في 5 نوفمبر 2023، قصفت طائرات الجيش الإسرائيلي مخيم المغازي للاجئين في وسط قطاع غزة بغارة جوية، واستشهد ما لا يقل عن 45 شخصاً، معظمهم من النساء والأطفال. دمر القصف الإسرائيلي منزل عائلة سمعان ومنزل عائلة العالول في مخيم اللاجئين وألحق أضرارًا جسيمة بالمنازل المجاورة والبنية التحتية. حدث ذلك أثناء الاجتياح البري لقطاع غزة. وأفادت وزارة الصحة بغزة أن أكثر من 45 شهيدا وصلوا إلى مستشفى شهداء الأقصى في دير البلح عقب المجزرة مباشرة، مع وجود عشرات الإصابات وعشرات المفقودين.